# Zapora mało widoczna
Zapora mało widoczna – przeciwpiechotna zapora inżynieryjna, składająca się z odpowiednio ukształtowanych splotów bardzo cienkiego drutu stalowego. Ustawiana jest w wysokiej trawie, zaroślach itp. Na pole walki jest dostarczana w szpulach. Po rozciągnięciu na ziemi i przymocowaniu do niej kołkami tworzy niską, mało widoczną przeszkodę dla nacierających żołnierzy.